# Cosme Anvene
Cosme Anvene Ebang Elá (ur. 3 marca 1990 w Añisoc) – piłkarz z Gwinei Równikowej grający na pozycji lewego obrońcy. Od 2019 jest zawodnikiem klubu CD Unidad Malabo.

## Kariera klubowa
Do 2017 roku Anvene grał w klubie CD Unidad Malabo. W 2018 przeszedł do Leones Vegetarianos FC, z którym w sezonie 2018 wywalczył mistrzostwo Gwinei Równikowej. W 2019 roku wrócił do Unidad Malabo.

## Kariera reprezentacyjna
W reprezentacji Gwinei Równikowej Anvene zadebiutował 12 listopada 2015 w przegranym 0:2 meczu eliminacji do MŚ 2018 z Marokiem, rozegranym w Agadirze. W 2022 roku został powołany do kadry na Puchar Narodów Afryki 2021. Na tym turnieju nie rozegrał żadnego meczu.